# O Vagabundo dos Limbos
O Vagabundo dos Limbos é uma série de banda desenhada de ficção científica, única no seu gênero. Foi criada em 1975 pela dupla Christian Godard & Julio Ribera.

## História
Axle Munshine, um alto funcionário de um Império Galáctico pertencente a um Universo paralelo, é nativo de Xylos, um planeta onde é proibido sonhar e comete o maior crime do Império ao atravessar as portas proibidas do sonho para tentar encontrar Chimeer, uma mulher por quem se apaixonou num sonho. Torna-se dessa forma, no Vagabundo dos Limbos, um proscrito que percorre o cosmos a bordo da Glória do Império a espaçonave invencível Delfim de Prata, em busca da sua amada Chimeer
O Vagabundo dos Limbos, é uma obra monumental da ficção científica, explorando todas as questões da psicanálise e dos mitos fundadores da humanidade, através das viagens de Axle e da sua companheira de infortúnio, Musky, um Ethernauta de sexo indefinido que, durante a progressão da história, se apaixona por Axle e decide transformar-se em mulher.
Mais tarde na história, Musky é sequestrado e fechado num caixão, onde vem parar à nossa realidade. Então Muskie, um clone irmão de Musky, também de sexo feminino, toma o seu lugar ao lado Axle. Muskie e Musky, sendo Ethernautas, aparentam ter 13 anos mas, na verdade têm 300, pois são imortais até decidirem fazer a sua vida como outra pessoa, altura em que começam a envelhecer.

## Personagens
- Axle Munshine, O Vagabundo dos Limbos, antigo alto funcionário de um império galáctico pertencente a um universo paralelo.
- Musky, herdeiro do Principado dos Ethernautas.
- Muskie, clone irmão de Musky.
- Chimeer, a mulher dos sonhos de Axle.

## Álbuns
1. Le vagabond des limbes, Hachette, 03/1975
2. L'empire des soleils noirs, Hachette, 01/1976
3. Les charognards du cosmos, Hachette, 09/1976
4. Les démons du temps immobile, Dargaud, 09/1978
5. L'alchimiste suprême, Dargaud, 01/1979
6. Quelle réalité Papa?, Dargaud, 01/1980
7. La guerre des Bonkes, Dargaud, 01/1981
8. Pour trois graines d'éternité, Dargaud, 10/1981
9. Le labyrinthe virginal, Dargaud, 09/1982
10. Le dernier prédateur, Dargaud, 09/1983
11. Le masque de Kohm, Dargaud, 11/1984
12. Les loups de Kohm, Dargaud, 04/1985
13. L'enfant-roi d'Onirodyne, Dargaud, 09/1986
14. La petite maitresse, Dargaud, 11/1987
15. Le temps des oracles, Dargaud, 04/1988
16. Le dépotoir des étoiles, Vaisseau d'argent, 11/1988
17. La martingale céleste, Vaisseau d'argent, 03/1989
18. Les contrebandiers du futur, Vaisseau d'argent, 09/1989
19. Un tramway nommé délire, Vaisseau d'argent, 01/1990
20. Un certain monsieur KO, Vaisseau d'argent, 05/1990
21. La décharge, Vaisseau d'argent, 09/1990
22. Le solitaire, Dargaud, 09/1992
23. La rupture, Dargaud, 11/1993
24. Muskie, encore, et toujours..., Dargaud, 02/1995
25. Le petit clone, Dargaud, 01/1996
26. Le point de non-retour, Dargaud, 03/1997
27. Le monde à l'envers, Dargaud, 11/1998
28. Le carnaval des animonstres, Dargaud, 10/1999
29. La réconciliation, Dargaud, 08/2000
30. Le retour vers Xantl, Dargaud, 09/2001
31. La planète des prodiges, Dargaud, 12/2003

### Em Portugal
1. O vagabundo dos limbos,Godard & Ribera, Livraria Bertrand, 1978
2. O império dos sóis negros,Godard & Ribera, Livraria Bertrand, 1978
3. Os abutres do cosmo,Godard & Ribera, Livraria Bertrand, 1979
4. Os demónios do tempo imóvel, Godard & Ribera, Meribérica-Líber, 1982
5. O alquimista supremo, Godard & Ribera, Meribérica-Líber, 1982
6. Que realidade, papá?, Godard & Ribera, Meribérica-Líber, 1983
7. A guerra dos bonkes, Godard & Ribera, Meribérica-Líber, 1983
8. Por três grãos de eternidade, Godard & Ribera, Meribérica-Líber, 1984
9. O labirinto virginal, Godard & Ribera, Meribérica-Líber, 1989
10. O último predador, Godard & Ribera, Meribérica-Líber, 1993
11. A máscara de Khom, Godard & Ribera, Meribérica-Líber, 1994
12. Os lobos de Kohm, Godard & Ribera, Meribérica-Líber, 1998
13. O menino-rei de Onirodyne, Godard & Ribera, Meribérica-Líber, 2000
14. A Fissirmã de Musky / O Tempo dos Oráculos (álbum duplo), Godard & Ribera, Asa/Público (“Os Incontornáveis de Banda Desenhada"), 2011